# كوتيا
كوتيا (بالإنجليزية: Cotia)‏ هي مدينة، وبلدية في البرازيل، تتبع ساو باولو، بلغ عدد سكانها 148987  نسمة، في 1 أغسطس 2000، تبلغ مساحتها 323.891 كيلومتر مربع.

## الموقع
تشترك في الحدود مع:
- كارابيكويبا
- إمبو داس آرتس
- Vargem Grande Paulista [الإنجليزية]‏
- São Lourenço da Serra [الإنجليزية]‏
- ساو باولو
- أوساسكو.

## توأمة
لكوتيا اتفاقيات توأمة مع:
- كوتشي